# Beziehungen zwischen Uruguay und den Vereinigten Staaten

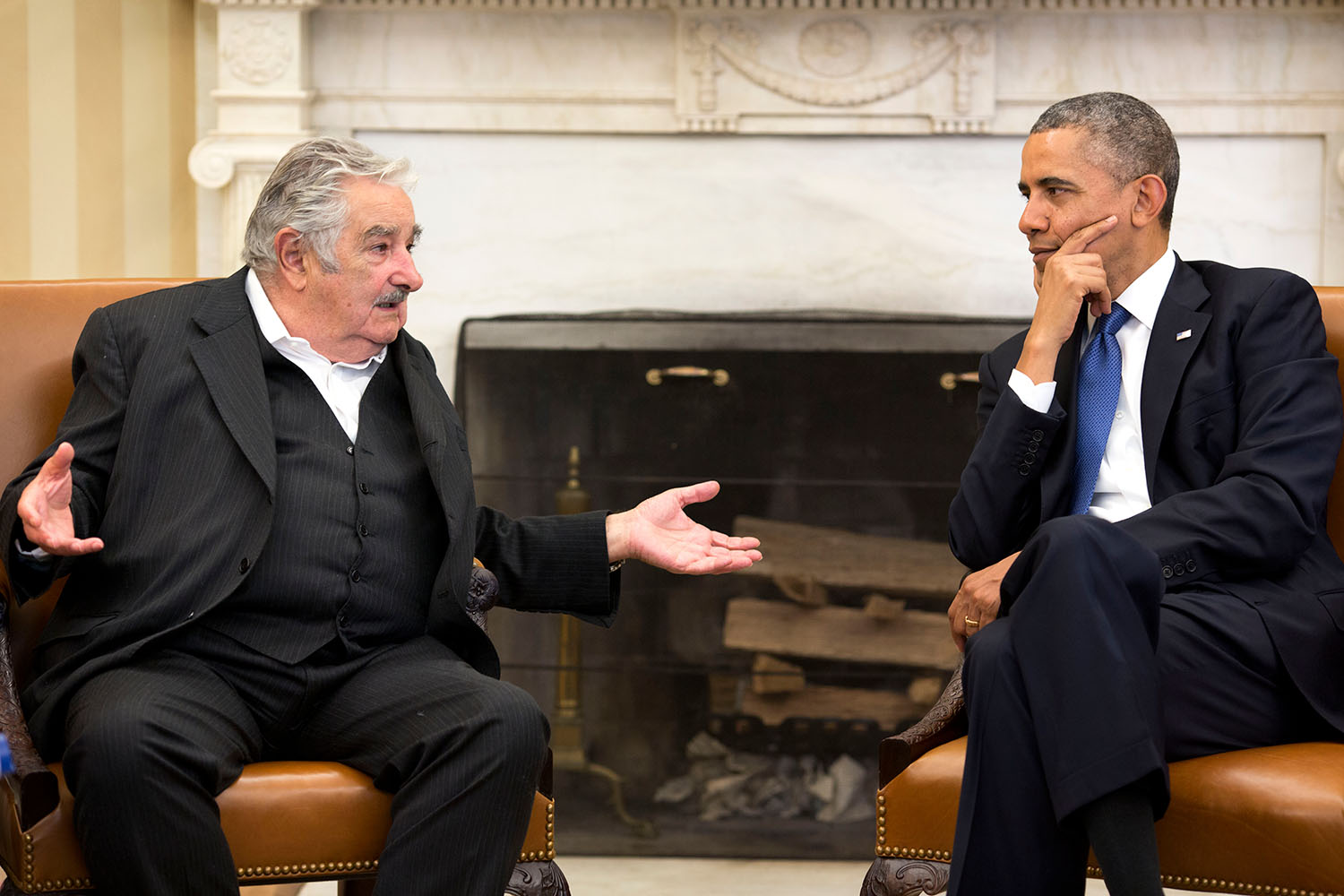
Uruguayischer Präsident José Mujica im Gespräch mit US‑Präsident Barack Obama im Weißen Haus (2014)

Die Beziehungen zwischen Uruguay und den Vereinigten Staaten sind das bilaterale Verhältnis zwischen Uruguay und den Vereinigten Staaten von Amerika (USA). Beide Länder pflegen traditionell freundschaftliche politische, wirtschaftliche und kulturelle Verbindungen.
Die USA erkannten nach Uruguays Unabhängigkeit von Spanien 1828 Uruguay erstmals 1867 diplomatisch an und nahmen daraufhin offizielle Beziehungen auf. 1949 unterzeichneten beide Staaten den ersten modernen Vertrag über Freundschaft, Handel und wirtschaftliche Entwicklung Lateinamerikas. Während des Kalten Krieges unterstützten die USA und ihre Geheimdienste die Militärdiktatur in Uruguay (1973–1985), darunter über das Office of Public Safety: Der US-Berater Dan Mitrione vermittelte u. a. Polizeitaktiken auch mit Foltertraining, was bis heute kontrovers diskutiert wird. Nach der Rückkehr zur Demokratie intensivierte Uruguay ab den 1990er-Jahren seine Kooperation mit den USA, z. B. über die gemeinsame Handels‑ und Investitionskommission (JCTI) ab 2002 sowie unter Präsident Tabaré Vázquez (2005–2010, 2015–2020), der gelegentlich abweichende Positionen gegenüber Washington vertrat, z. B. in regionalen Fragen, ähnlich wie José Mujica (2010–2015). Seit der Amtsübernahme von Präsident Luis Lacalle Pou im Jahr 2020 haben sich die Beziehungen erneut vertieft.
Auf dem Gebiet der Sicherheitspolitik arbeiten Uruguay und die USA regelmäßig zusammen, insbesondere bei regionalen Maßnahmen zur Bekämpfung des Drogenhandels und Terrorismus. Uruguay war Mitglied im Inter‑American Treaty of Reciprocal Assistance (TIAR), trat 2019 aus, kehrte jedoch 2020 zurück und bekräftigte damit die Hemisphären‑Verteidigungsdoktrin. Im Rahmen der Polizeizusammenarbeit nach der Militärdiktatur wurden mehrere Austauschprogramme mit US-Behörden durchgeführt. Beteiligung an US-geführten Militäreinsätzen oder US-Truppenstationierungen in Uruguay gab es nicht.
Die kulturellen Beziehungen und Migration bewegen sich überwiegend auf moderatem Niveau. Uruguay ist kein bedeutendes Herkunftsland für US-Migration, der persönliche Austausch erfolgt vor allem durch Bildung und Tourismus. Bilaterale Programme zu Menschenrechten, Umweltschutz und universitärer Zusammenarbeit existieren, jedoch in kleinerem Umfang verglichen mit größeren Nachbarstaaten. Persönlicher Austausch und Diaspora sind verhältnismäßig begrenzt: In den USA leben nur wenige Uruguayer, kulturelle und familiäre Netzwerke existieren eher zur regionalen und europäischen Diaspora. Bildungsaustausch, etwa über Fulbright-Stipendien, sowie wissenschaftliche Kooperation prägen das bilaterale Miteinander.
Wirtschaftlich ist die Beziehung stabil. Die USA sind eines der wichtigsten Handelspartner Uruguays, aber im Vergleich zu Uruguays Nachbar Brasilien oder China weniger dominant. Mehr als 80 US-Unternehmen sind in Uruguay tätig, vor allem in den Bereichen Technologie, Dienstleistungen und Agrarprodukte. 2004 unterzeichneten die Staaten ein Open‑Skies‑Abkommen (2006 ratifiziert) und 2006 trat der Bilateral Investment Treaty (BIT) mit Wirkung ab November 2006 in Kraft; 2007 folgte das Trade and Investment Framework Agreement (TIFA), das den Dialog über Handel und Investition institutionalisierte. Der bilaterale Handel (Waren und Dienstleistungen) bewegte sich 2024 im Bereich von 4,2 Milliarden US‑Dollar.
Diplomatisch unterhalten die USA eine Botschaft in Montevideo, Uruguay. Uruguay besitzt eine Botschaft in Washington, D.C. sowie Generalkonsulate in Chicago, Miami, New York City und San Francisco.